# Byrthelm (biskup Winchesteru)
Byrthelm (Byrhthelm, Beorhthelm; ur. X wiek, zm. 963) – biskup Winchesteru.
Byrthelm był krewnym królów Anglii Edwina i Edgara z dynastii Wessex. W 960 roku został wyświęcony na biskupa Winchesteru. Sprawował ten urząd aż do swej śmierci w 963 roku. Jego sygnatura występuje jako poświadczenie na wielu zachowanych nadaniach ziemskich króla Edgara.
Kolejnym biskupem Winchesteru został Etelwold I.